# Garni
Garni (en armenio "Գառնի") es una localidad armenia de la provincia de Kotayk', situada aproximadamente a 32 km de Ereván. Dado que está sobre la carretera que lleva al conocido monasterio de Geghard (7 km más al sudeste), recibe un gran número de visitantes.

## Historia
En el tercer milenio antes de Cristo se construyó la primera fortificación en un terreno fácilmente defendible en una de las curvas del río Azat. Fue conquistada en el siglo VIII a. C. por el rey urartio Argishti I y el lugar se convirtió en una base militar y en la residencia de verano del rey. A partir de ese momento se construyeron muchos otros edificios como el palacio del rey, baños y el más famoso y mejor preservado edificio del lugar, un templo similar al Partenón. Es de especial interés el baño público localizado al norte del emplazamiento, el cual tiene una reserva de calefacción que se conserva. El piso interior está decorado con un colorido mosaico con descripciones de figuras de la mitología griega como Tetis. En una de las inscripciones en koiné que permanecen intactas dice: ΜΗΔΕΝ ΛΑΒΟΝΤΕΣ ΗΡΙΑΣΑΜΕΘΑ ΚΑΝΕΝΑ ΝΕΚΡΟ ΔΕ ΜΑΣ ΕΔΩΣΕ Η ΘΑΛΑΣΣΑ ΟΥΤΕ Ο ΩΚΕΑΝΟΣ (No recibimos ningún muerto del mar ni del océano).

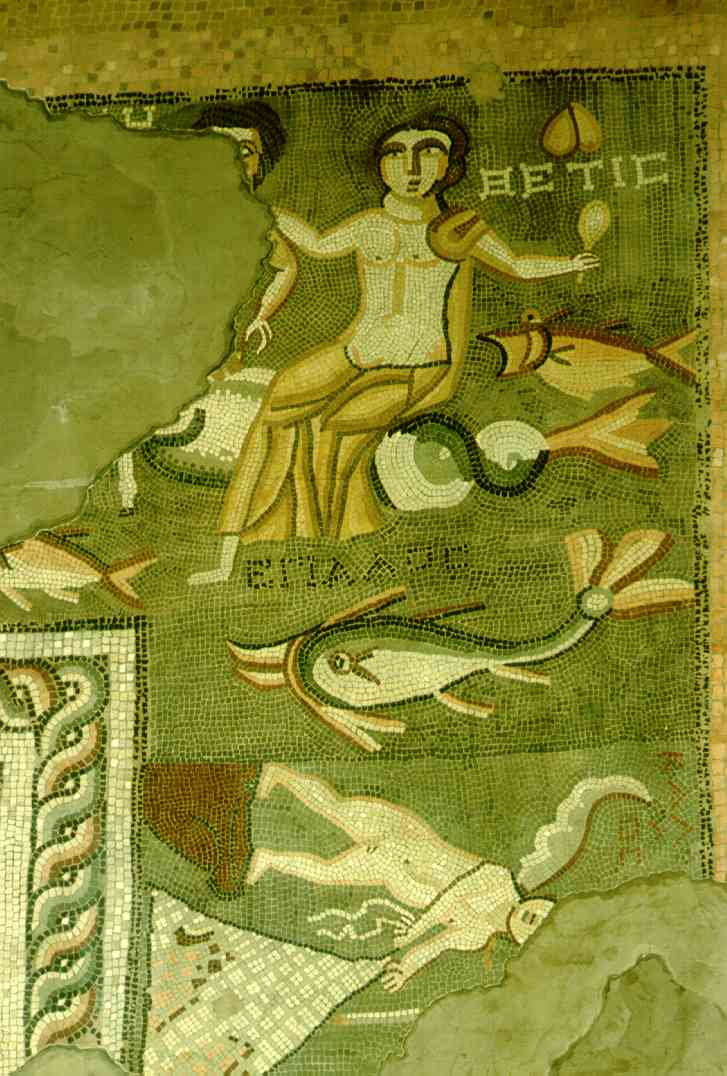
Mosaico en el piso de un baño público de Garni con la imagen de Tetis (nereida). Hecho entre los siglos y después de Cristo.

El templo fue construido en el siglo I después de Cristo por el rey Tiridates I de Armenia y probablemente fue financiado con dinero que este recibió del emperador Nerón durante su visita a Roma. El templo probablemente fue dedicado al dios helenístico Mitra. El techo está sostenido por 24 columnas con capiteles Orden jónico y sótanos Áticas. A diferencia de otros templos grecorromanos está hecho de basalto. En 1679 fue destruido por un terremoto. La mayor parte de las piezas permanecieron en el lugar hasta el siglo XX, permitiendo que el edificio fuera reconstruido entre 1969 y 1979.

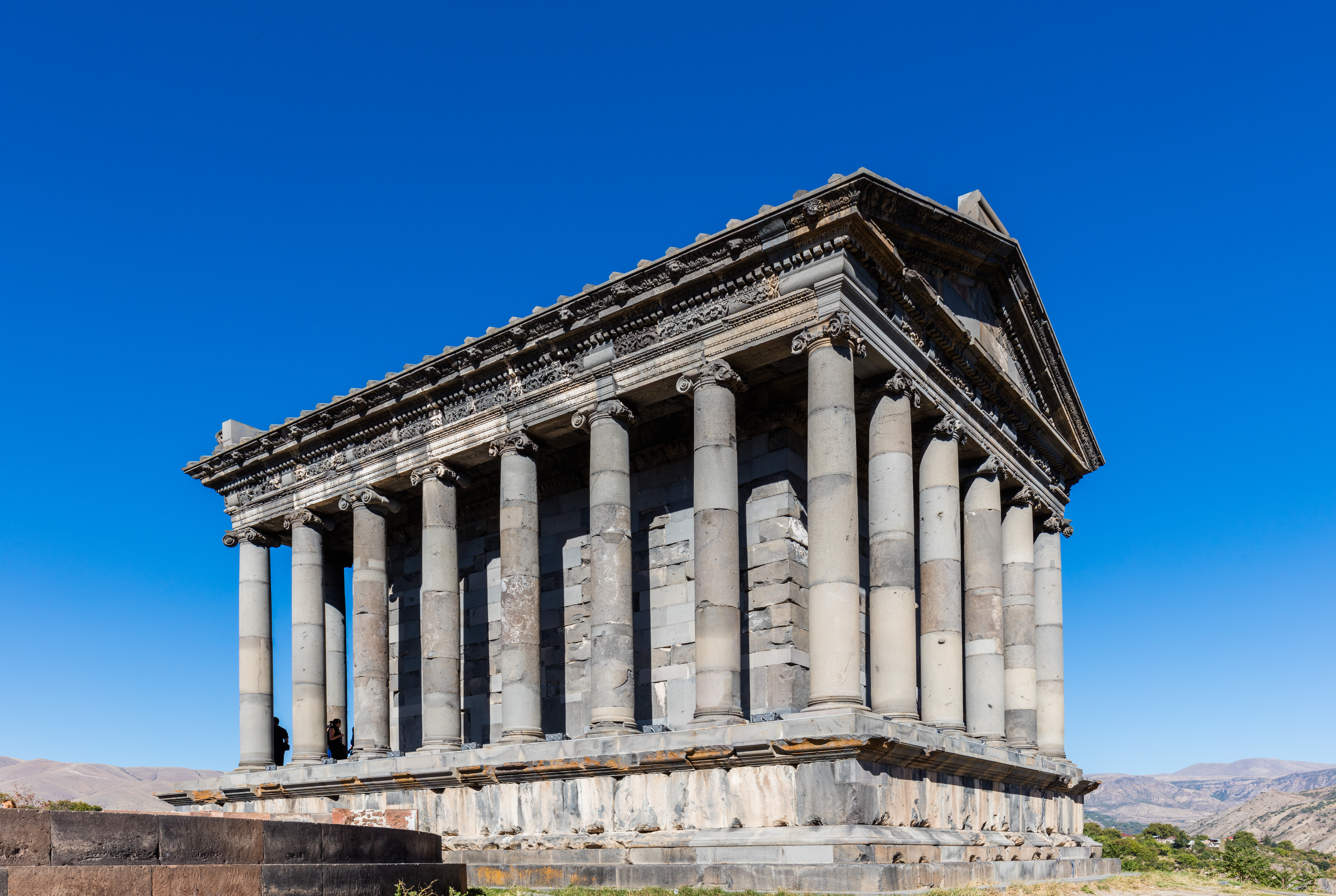
Templo de Garni

En años recientes surgió una nueva teoría entre algunos arqueólogos. Estos afirman que en realidad el templo fue construido como tumba de un gobernante armenio-romano, probablemente Sohaemus. En ese caso debería de haber sido construido alrededor del año 175 y por lo tanto sería alrededor de un siglo más reciente que lo indicado en la primera teoría.
Luego de la adopción del cristianismo algunas iglesias y el palacio de un katholikós también fueron construidos en el área de la fortificación, pero actualmente están en ruinas como la mayoría de los otros edificios, excepto el templo.
Otros lugares de Garni afuera del emplazamiento de la fortificación incluyen las iglesias de Madre de Dios y de San Mesrob Mashtots además de las ruinas del monasterio Havuts Tar varios kilómetros al sudeste del pueblo.